# Man on the Moon
„Man on the Moon“ je píseň americké rockové skupiny R.E.M. Vydána byla 21. listopadu 1992 jako druhý singl z její osmé desky Automatic for the People. Píseň je poctou komikovi Andymu Kaufmanovi a byl podle ní pojmenován stejnojmenný film, který natočil Miloš Forman právě na motivy Kaufmanova života. Píseň rovněž ve filmu zazněla. V písni se nachází různé odkazy na Kaufmanův život. Singl se umístil na třicáté příčce hitparády Billboard Hot 100. K písni byl natočen videoklip, jehož režisérem byl Peter Care.